# رينالدو فيسنتي سيماو
رينالدو فيسنتي سيماو (23 أكتوبر 1968 في بارريتوس في البرازيل – )؛ هو لاعب كرة قدم سابق كان يلعب كلاعب وسط.

## وصلات خارجية
- رينالدو فيسنتي سيماو على موقع اتحاد تركيا (لاعب) (الإنجليزية)
- رينالدو فيسنتي سيماو على موقع رابطة كرة القدم اليابانية للمحترفين (اليابانية)
- رينالدو فيسنتي سيماو على موقع قاعدة بيانات كرة القدم.إي يو (الإنجليزية)
- رينالدو فيسنتي سيماو على موقع Soccerway.com (الإنجليزية)
- رينالدو فيسنتي سيماو على موقع عالم كرة القدم.نت (الإنجليزية)